# Гордон Милн
Гордон Милн (Престон, 29. март 1937) бивши је енглески фудбалер.

## Каријера
Током каријере играо је за Престон Норт Енд, Ливерпул, Блекпул и Виган атлетик.

## Репрезентација
За репрезентацију Енглеске дебитовао је 1963. године. За национални тим одиграо је 13 утакмица.

## Статистика
| Енглеска | Енглеска | Енглеска |
| Год.     | Ута.     | Гол.     |
| -------- | -------- | -------- |
| 1963     | 5        | 0        |
| 1964     | 8        | 0        |
| Укупно   | 13       | 0        |